# Agnès Delahaie
Pour les articles homonymes, voir Delahaie.
Agnès Delahaie, née Alice Jeanclaude, également nommée Annie Dorfmann, ou Anny Jeanclaude née le 17 septembre 1920 à Saint-Maur-des-Fossés et morte le 8 décembre 2003 dans le 8e arrondissement de Paris, est une productrice française de cinéma.

## Biographie
Agnès Delahaie, dite Annie (selon les documents officiels du greffe du Tribunal de commerce de Paris (Infogreffe) concernant l'historique de la société Agnés Delahaie Productions) est la sœur du chanteur Yvon Jeanclaude qui fut l'amant d'Edith Piaf au cours des années d'occupation. Danseuse acrobatique au bal Tabarin, puis au Paradise, elle est brièvement la maîtresse d'Henri Lafont et fréquente le 93, rue Lauriston, siège de la Carlingue ce qui  lui vaut d'être inquiétée à la Libération; elle sera relâchée rapidement
À la suite de son mariage avec le producteur Robert Dorfmann elle deviendra Annie Dorfmann.
Elle a été nommée en 1956 à l'Oscar du meilleur film en langue étrangère pour son film Gervaise.

## Filmographie

### Productrice
- 1956 : Gervaise de René Clément
- 1957 : Méfiez-vous fillettes d'Yves Allégret
- 1958 : Une vie d'Alexandre Astruc
- 1959 : Pickpocket de Robert Bresson
- 1962 : Procès de Jeanne d'Arc de Robert Bresson
- 1966 : La Seconde Vérité de Christian-Jaque

### Actrice
- 1952 : Trois femmes d'André Michel
- 1950 : Justice est faite d'André Cayatte